# Basque Korsarioak
Basque Korsarioak ('Los Corsarios Vascos' en euskera y francés) fue la franquicia de rugby que representó al País Vasco, Navarra y País Vasco francés en la extinta Liga Superibérica. La sede principal del equipo era San Sebastián (Guipúzcoa) España, jugándose los partidos en el Miniestadio de Anoeta de la capital donostiarra.
El equipo fue fundado en 2009, y nació aglutinando a varios de los equipos de mayor categoría del rugby vasco: el Bera Bera R.T., Ordizia R.E. y Getxo Artea R.T. que participaron esta temporada en la División de Honor de División de Honor B también participaron jugadores del Hernani C.R.E., y de la Primera División Nacional (tercera categoría del rugby español) participaron jugadores del Zarautz K.E. y el Eibar R.T. (que consiguió el ascenso a División de Honor B este año). También participaron otros equipos Asimismo, también el equipo francés del Top 14, Aviron Bayonnais, cedió a sus jugadores suplentes; así como jugadores del equipo de Fédérale 2 (cuarta división francesa), Stade Hendayais.
La marca deportiva Canterbury of New Zealand vistió a esta franquicia, igual que a las otras cinco participantes.

## Nombre e Imagen
El nombre de la franquicia, Korsarioak (corsarios), se inspira en la historia del pueblo vasco. Durante muchos siglos, los armadores y navegantes vascos recibieron la patente de corso de los reyes regentes en las distintas épocas para realizar acciones de piratería en las zonas cercanas a la costa contra los barcos enemigos en los conflictos en los que se viera inmersa la corona en ese momento. Estas patentes ofrecieron una gran aportación a la economía vasca de los siglos del XVI al XVIII, y es por ello por lo que los encargados de la franquicia consideraron adecuado este nombre para el equipo. Basque, que significa "vasco", es como se denomina a los habitantes del País Vasco (de uno y otro lado de los Pirineos) en francés.
La imagen de la franquicia era un corsario en blanco y negro sobreimpresionado por encima de una bandera roja con una K blanca, y debajo de ellos el nombre de la franquicia en rojo y negro.

## Historia
El primer partido disputado por esta franquicia fue el 24 de abril de 2009, en un encuentro celebrado en el Miniestadio de Anoeta frente a Catalunya Blaus Almogàvers, consiguiendo la primera victoria por 24-17. Tras una liga regular en la que se mantuvieron en los puestos de cabeza, acabaron terceros y, por tanto, se clasificaron para la Final Four celebrada en Madrid. En las semifinales se enfrentaron a los Gatos de Madrid a los que no consiguieron derrotar y, por tanto, no consiguieron clasificarse para la Final. En la final de consolación se enfrentaron contra los Almogàvers, consiguiendo ganarles por 12-9 y así obtuvieron la tercera plaza del campeonato.

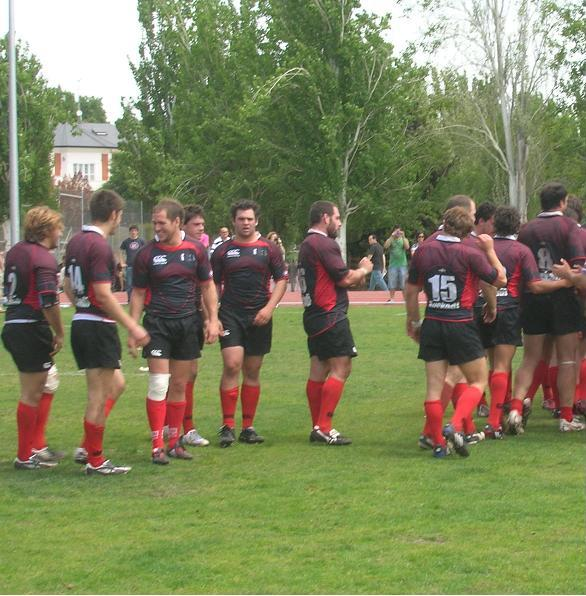
Korsarioak